# Álbum artístico de Toledo
El Álbum artístico de Toledo fue un libro publicado en 1848 en Madrid.

## Descripción

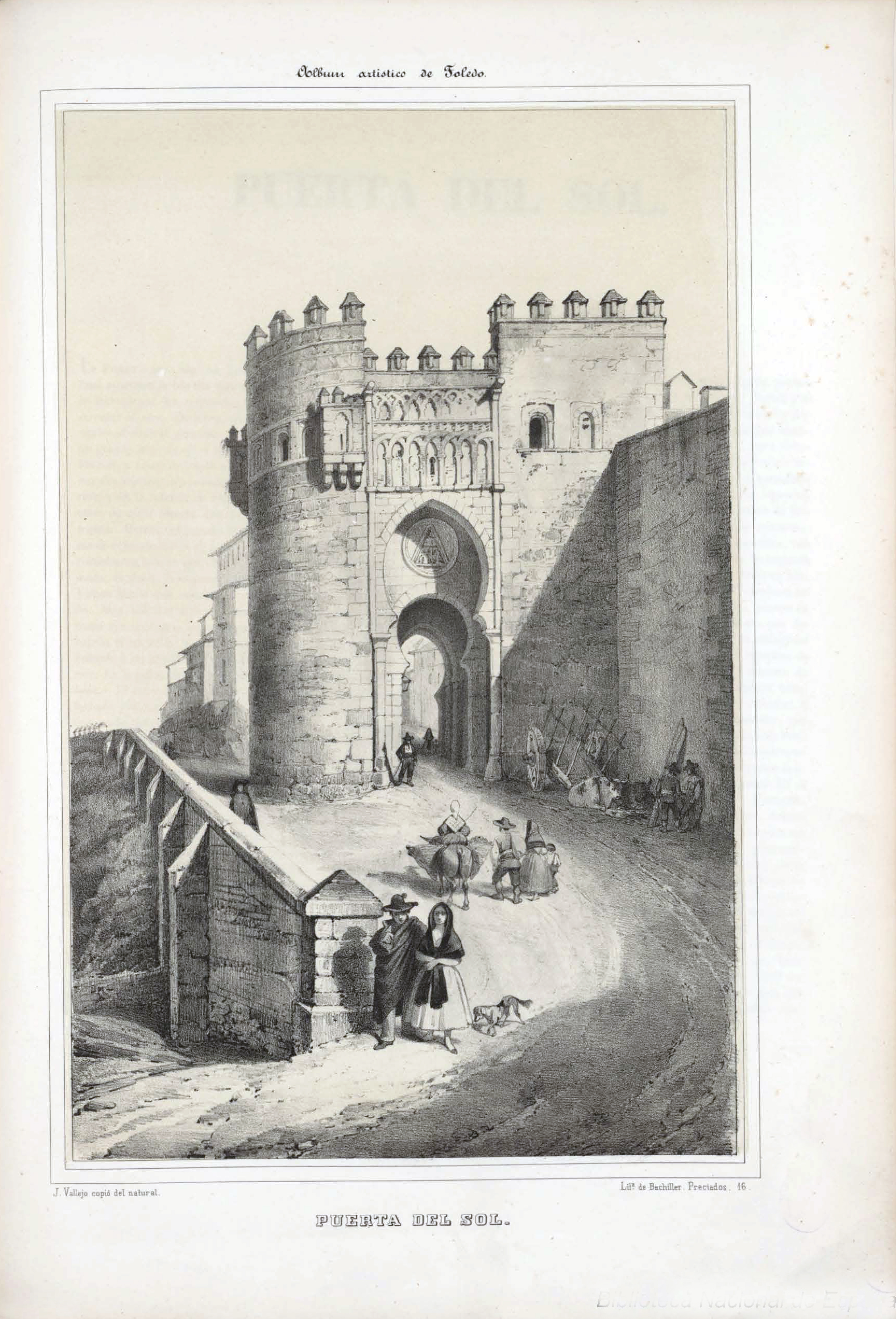
Puerta del Sol (copiada del natural por José Vallejo)

Editado por primera vez en 1848 en Madrid, el texto corrió a cargo de Manuel de Assas. Fue impreso en el establecimiento litográfico de Doroteo Bachiller, en la calle de Preciados. El libro incluía diversas láminas con representaciones de edificios y detalles arquitectónicos de la ciudad española de Toledo.
Se criticó en su momento «el poco acierto con que los dibujantes han trazado a veces figuras de personajes modernos» sobre los monumentos. En la parte relativa a la sinagoga del Tránsito se reproduce en gran medida un texto previo de un trabajo de José Amador de los Ríos titulado Toledo pintoresca o Descripción de sus más celebres monumentos (1845).
Entre los artistas que intervinieron se habrían encontrado José Vallejo y Galeazo, Leopoldo Sánchez Díaz, José María Reynoso, Cecilio Pizarro, Andreas Pic de Leopold, Isidoro Lozano y Luis Carlos Legrand.